# Vallgatubron

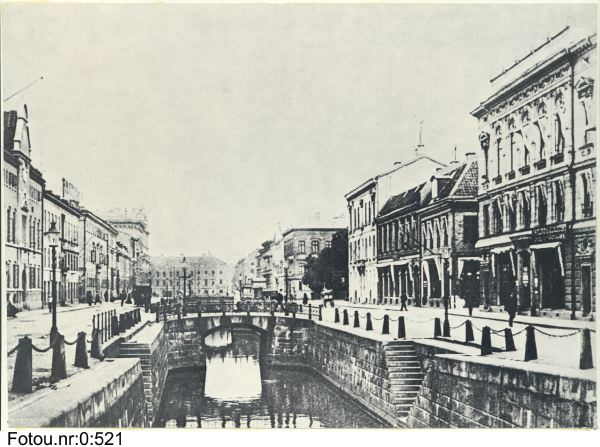
Västra Hamngatan med kanal på 1890-talet. Bron är Vallgatubron.

Vallgatubron var en bro över Västra Hamnkanalen i linje med Vallgatan i Göteborg. Den knöt samman den västra delen av Västra Hamngatan med den östra, fick sitt namn 1883 och raserades i samband med att kanalen fylldes igen år 1905.